# Józefów (Masovia)
Józefów è una città polacca del distretto di Otwock nel voivodato della Masovia.
Ricopre una superficie di 23,92 km² e nel 2004 contava 17 819 abitanti.